# Быково (Новосельское сельское поселение)
Быково — деревня в Вяземском районе Смоленской области России. Входит в состав Новосельского сельского поселения. Население — 78 жителей (2007). 
Расположена в восточной части области в 9 км к северу от Вязьмы, в 0,1 км восточнее автодороги Р134 «Старая Смоленская дорога» Смоленск — Дорогобуж — Вязьма — Зубцов, на берегу реки Вязьма. В 3 км восточнее деревни расположена железнодорожная станция Фомкино на линии Вязьма — Ржев. 

## История
В годы Великой Отечественной войны деревня была оккупирована гитлеровскими войсками в октябре 1941 года, освобождена в марте 1943 года. 